# Усть-Луга

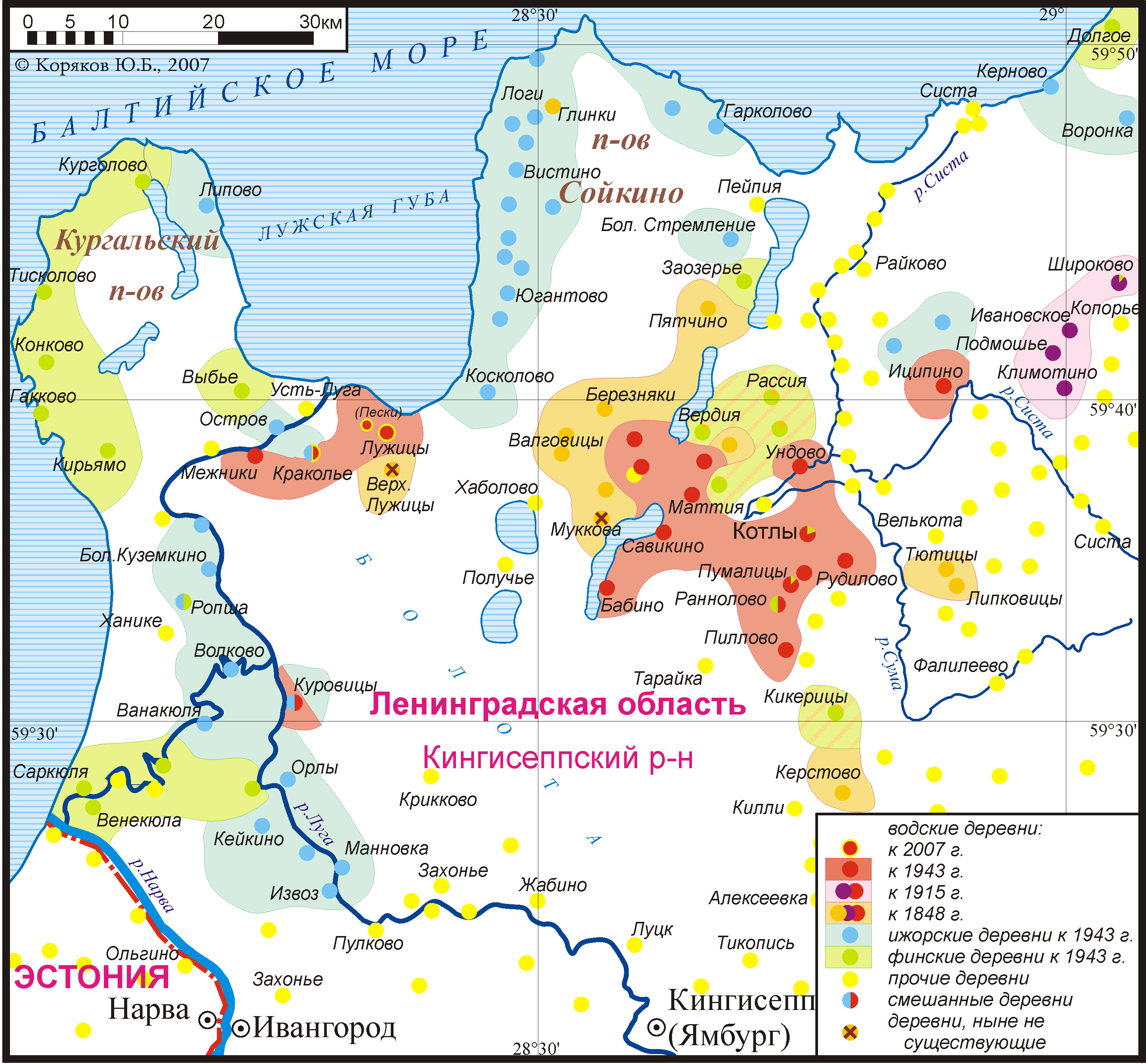
Этнографическая карта поселений води, ижоры и финнов на западе Ленинградской области

Усть-Лу́га (ижор. Laukaansuu, фин. Laukaansuu) — портовый посёлок в Кингисеппском районе Ленинградской области. Является административным центром Усть-Лужского сельского поселения.

## Название
Посёлок назван по местоположению в устье реки Луги.

## История
Впервые упоминается в писцовых книгах Шелонской пятины от 1571 года как три смежных деревни Нижней Остров на Меньшой Луге, Средней Остров и Верхней Остров в Ямском Окологородье.
Согласно шведским «Балтийским писцовым книгам» (Baltiska Fogderäkenskaper) деревня носила названия: Laukahus (1584 год), Laukasw (1585 год), Lauckasw (1586 год), Laÿkesow (1589 год).
Затем две деревни Mensoi Ostrof by — 7 обеж и Bolsoi Ostrof by — 11 обеж, упоминаются в шведских писцовых книгах 1618—1623 годов.
На карте Ингерманландии А. И. Бергенгейма, составленной по шведским материалам 1676 года, обозначена мыза Ostroff Hoff.
На шведской «Генеральной карте провинции Ингерманландии» 1704 года — деревня Ostrovabÿ при мызе Ostrova hof.
Как село Островия она упомянута на «Географическом чертеже Ижорской земли» Адриана Шонбека 1705 года.
На карте Санкт-Петербургской губернии Я. Ф. Шмидта 1770 года обозначена как деревня Острова.
На карте Санкт-Петербургской губернии Ф. Ф. Шуберта 1834 года обозначена деревня Остров, состоящая из 32 крестьянских дворов.

ОСТРОВ — деревня, принадлежит полковнику Ренце, число жителей по ревизии: 104 м. п., 111 ж. п. (1838 год)

В 1844 году деревня Остров также насчитывала 32 двора.
На этнографической карте Санкт-Петербургской губернии П. И. Кёппена 1849 года она обозначена как деревня «Laukansuu», населённая ижорой. В пояснительном тексте к этнографической карте она записана как деревня Laukansuu (Остров) и указано количество её жителей на 1848 год: савакотов — 18 м. п., 21 ж. п., всего 39 человек, ижоры — 85 м. п., 100 ж. п., всего 185 человек.

ОСТРОВ — деревня жены полковника Биппена, по просёлочной дороге, число дворов — 30, число душ — 88. (1856 год)

ОСТРОВ — деревня, число жителей по X-ой ревизии 1857 года: 95 м. п., 112 ж. п., всего 207 чел.

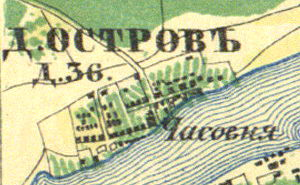
Деревня Остров на карте 1860 года

В 1860 году деревня насчитывала 36 дворов.

ОСТРОВ — деревня владельческая при реке Луга, число дворов — 38, число жителей: 119 м. п., 85 ж. п.;
Часовня. (1862 год)

В 1863—1873 годах временнообязанные крестьяне деревни выкупили свои земельные наделы у А. Ф. Биппен и стали собственниками земли.

ОСТРОВ — деревня, по земской переписи 1882 года: семей — 53, в них 139 м. п., 129 ж. п., всего 268 чел.

Согласно материалам по статистике народного хозяйства Ямбургского уезда 1887 года усадьба при селении Остров, Выбьинская дача, пустоши Белозерская, Липовская и Гакковская общей площадью 1219 десятин принадлежали отставному унтер-офицеру Я. А. Абрамову, имение было приобретено частями в 1869, 1879 и 1885 годах за 10 272 рубля.

ОСТРОВ — деревня, число хозяйств по земской переписи 1899 года — 68, число жителей: 183 м. п., 183 ж. п., всего 366 чел.;
 разряд крестьян: бывшие владельческие; народность: русская — 6 чел., финская — 360 чел.

В конце XIX — начале XX века деревня административно относилась к Лужицкой волости 2-го стана Ямбургского уезда Санкт-Петербургской губернии. По приходским данным население деревни было смешанным — финско-ижорским.

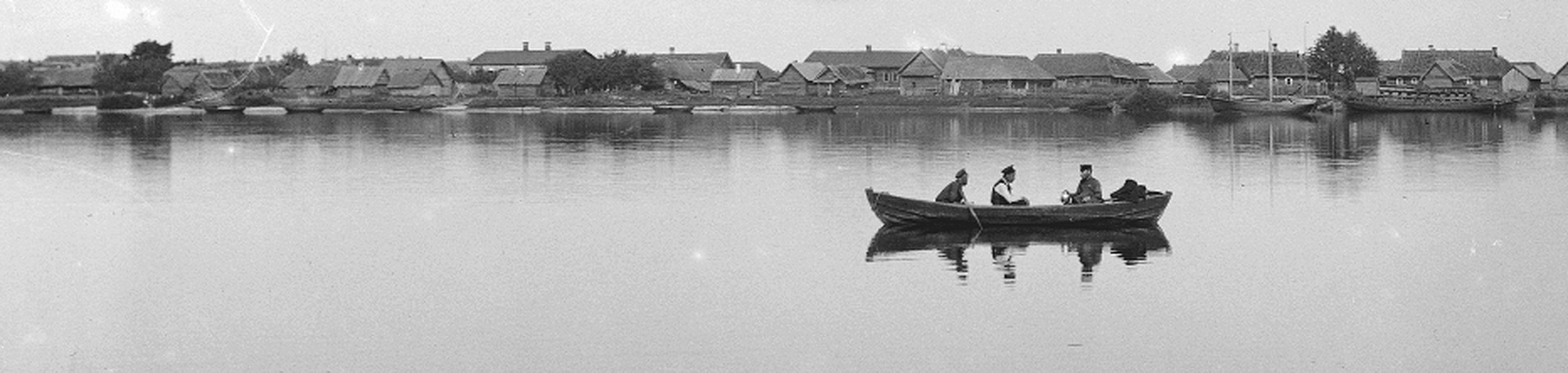
Деревня Остров. 1911 год

С 1917 по 1924 год деревня Остров входила в состав Выбеенского сельсовета; с 1917 по 1927 год деревня Усть-Луга входила в состав Песковского сельсовета Наровской волости Кингисеппского уезда.
С 1924 года обе в составе Островского сельсовета.
Согласно данным переписи населения СССР 1926 года в деревне Остров проживали 323 человека — большинство ижоры, а также финны, русские и эстонцы; в деревне Усть-Луга проживали 66 человек — большинство ижоры, а также русские и эстонцы.
Посёлок Усть-Луга учитывается областными административными данными с января 1927 года в Песковском сельсовете Котельского района. С августа 1927 года деревни Остров и Усть-Луга также в составе Котельского района.
С 1928 года в составе Кракольского сельсовета.

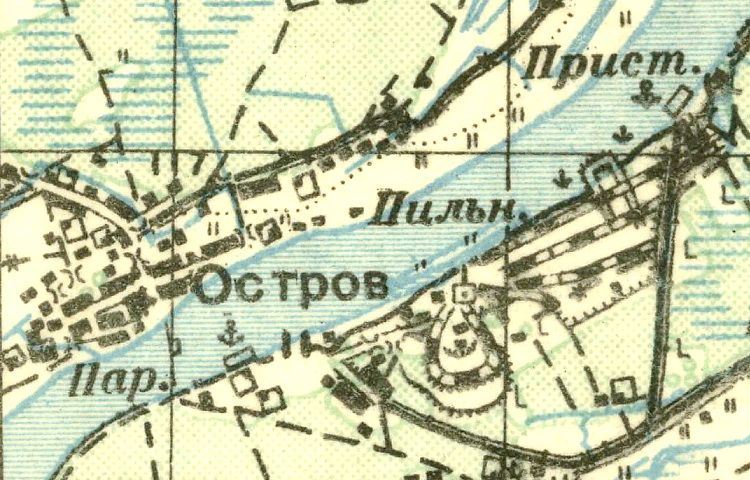
Деревни Остров и Усть-Луга на карте 1930 года

С 1931 года в составе Кингисеппского района.
По административным данным 1933 года деревня Остров и смежная с ней деревня Усть-Луга, входили в состав Кракольского сельсовета Кингисеппского района.
В 1939 году население деревни Остров составляло 599 человек.

Деревни Остров и Усть-Луга на карте 1940 года

С 1 сентября 1940 года деревня Усть-Луга учитывается областными административными данными как посёлок Ленрыба.
В начале июля 1941 года в Усть-Лугу из Таллина временно была передислоцирована плавбаза подводных лодок, бывшая императорская яхта «Полярная звезда».
Посёлки были освобождены от немецко-фашистских оккупантов 2 февраля 1944 года.
В 1958 году население деревни Остров составляло 376 человек, население посёлка Ленрыба — 760 человек, посёлка Усть-Луга — 416 человек.
По данным 1966 и 1973 годов общий посёлок Усть-Луга также находился в составе Кракольского сельсовета.
13 октября 2008 года в соответствии с областным законом Ленинградской области № 98-оз посёлок Усть-Луга, деревня Краколье и посёлок при железнодорожной станции Усть-Луга были объединены в посёлок Усть-Луга.

## География
Посёлок расположен в северо-западной части района на Кургальском полуострове на автодороге 41К-109 (Лужицы — Первое Мая) в месте примыкания к ней автодороги 41К-113 (Усть-Луга — Струпово).
Находится вблизи впадения реки Луга в Финский залив.
Расстояние до ближайшей железнодорожной станции Усть-Луга — 0,5 км.
Расстояние до районного центра — 49 км.

## Население
| 1862 | 2007  | 2010  | 2017  |
| ---- | ----- | ----- | ----- |
| 204  | ↗2173 | ↗2365 | ↘2273 |

По данным 1990 года, в посёлке Усть-Луга проживали 1686 человек. Посёлок являлся административным центром Усть-Лужского сельсовета, в который входили 14 населённых пунктов: деревни Выбье, Гакково, Кайболово, Кирьямо, Конново, Краколье, Липово, Лужицы, Межники, Тисколово; посёлки Курголово, Преображенка, Усть-Луга; посёлок при станции Усть-Луга, общей численностью населения 2677 человек.
В 1997 году в посёлке проживали 1847 человек, в 2002 году — 1990 человек (русские — 88 %), в 2007 году — 2173.

### Национальный состав
Согласно данным Всероссийской переписи населения 2021 года в посёлке проживали 2179 человек, из них:
 русские — 1956, украинцы — 36, армяне — 34, белорусы — 13, чеченцы — 11, таджики — 7, финны — 7, татары — 6, казахи — 5, аварцы — 4, ижорцы — 4, башкиры — 3, водь — 3, немцы — 3, осетины — 3, удмурты — 3, узбеки — 3, азербайджанцы — 2, киргизы — 2, молдаване — 2, другие национальности — 62 человека, остальные национальность не указали.

## Инфраструктура
В Усть-Луге расположен рыбоперерабатывающий комбинат (часть посёлка называется кварталом «Ленрыба»).
В квартале Краколье находятся церковь Веры, Надежды, Любови и матери их Софии, Свято-Троицкий Морской собор и школа.
Недалеко от посёлка развивается морской порт Усть-Луга.
Посёлок связан с сетью железных дорог России линией Усть-Луга — Котлы — Веймарн.
В марте 2012 года началась продажа частным лицам строящегося в Усть-Луге нового жилья. Первым планируется построить жилой комплекс «Лаукаан Ранта» (с фин. — «Лужский берег») из четырёх пятиэтажных домов.

## Порт Усть-Луга и проблема водского народа
В предместье Усть-Луги находятся: упразднённая деревня Краколье и деревня Лужицы — основной район проживания финно-угорской народности водь. В настоящее время водь близка к полной ассимиляции. 13 октября 2008 года постановлением правительства Российской Федерации «О внесении изменений в Единый перечень коренных малочисленных народов Российской Федерации» водь была внесена в Единый перечень коренных малочисленных народов Российской Федерации.

## Фото

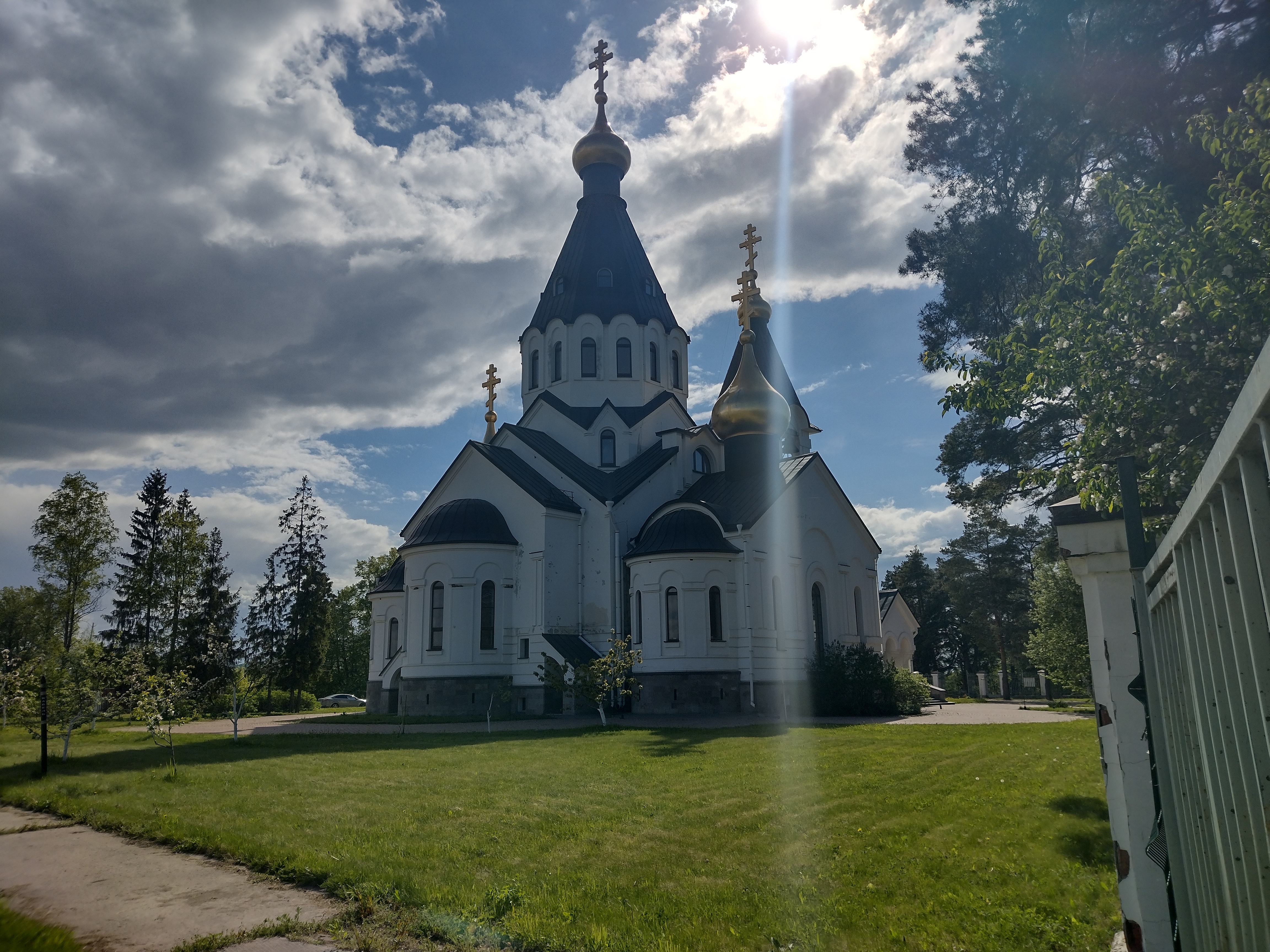
Морской собор в Краколье, Усть-Луга
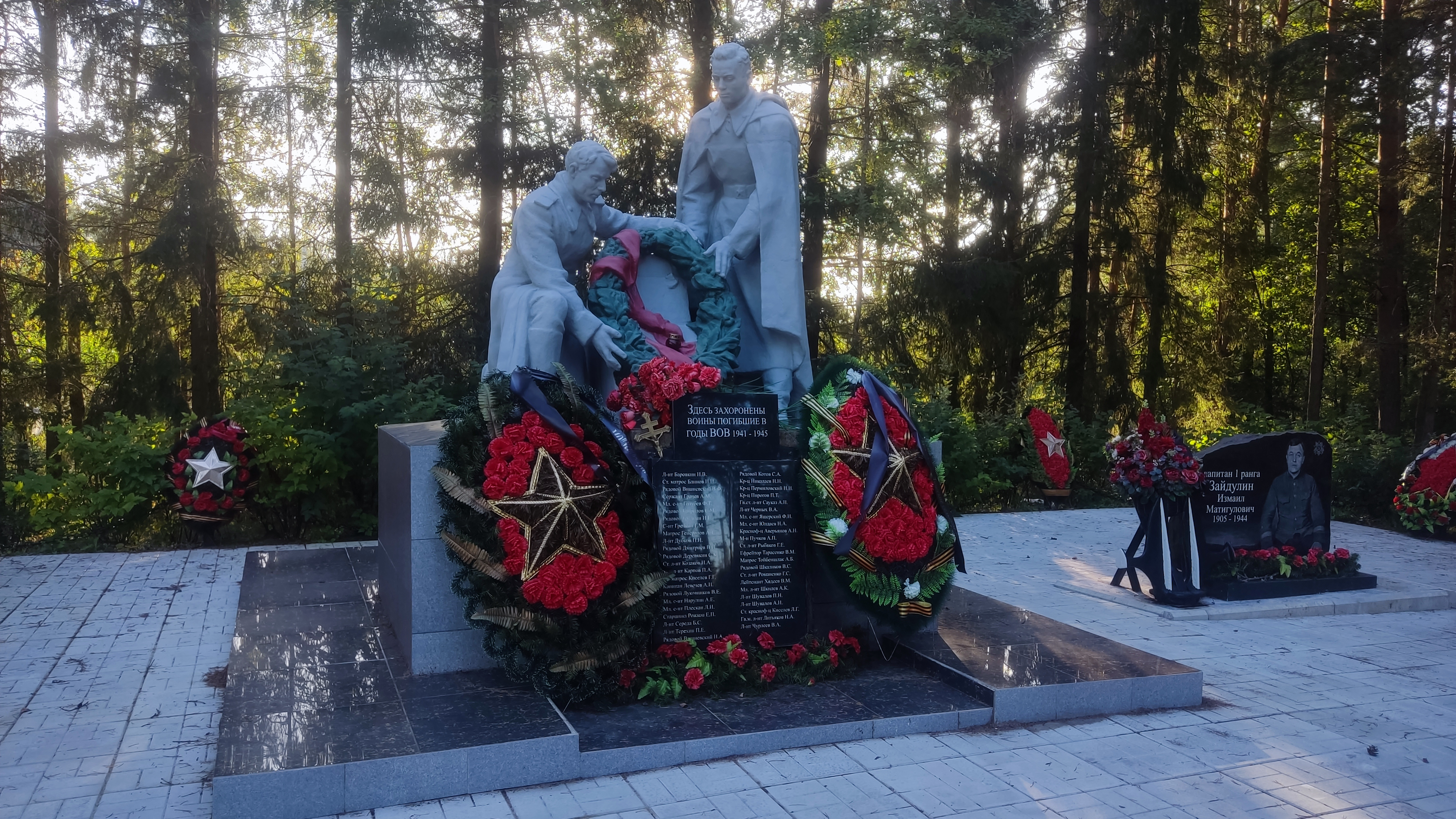
Братское захоронение советских воинов в Краколье, Усть-Луга
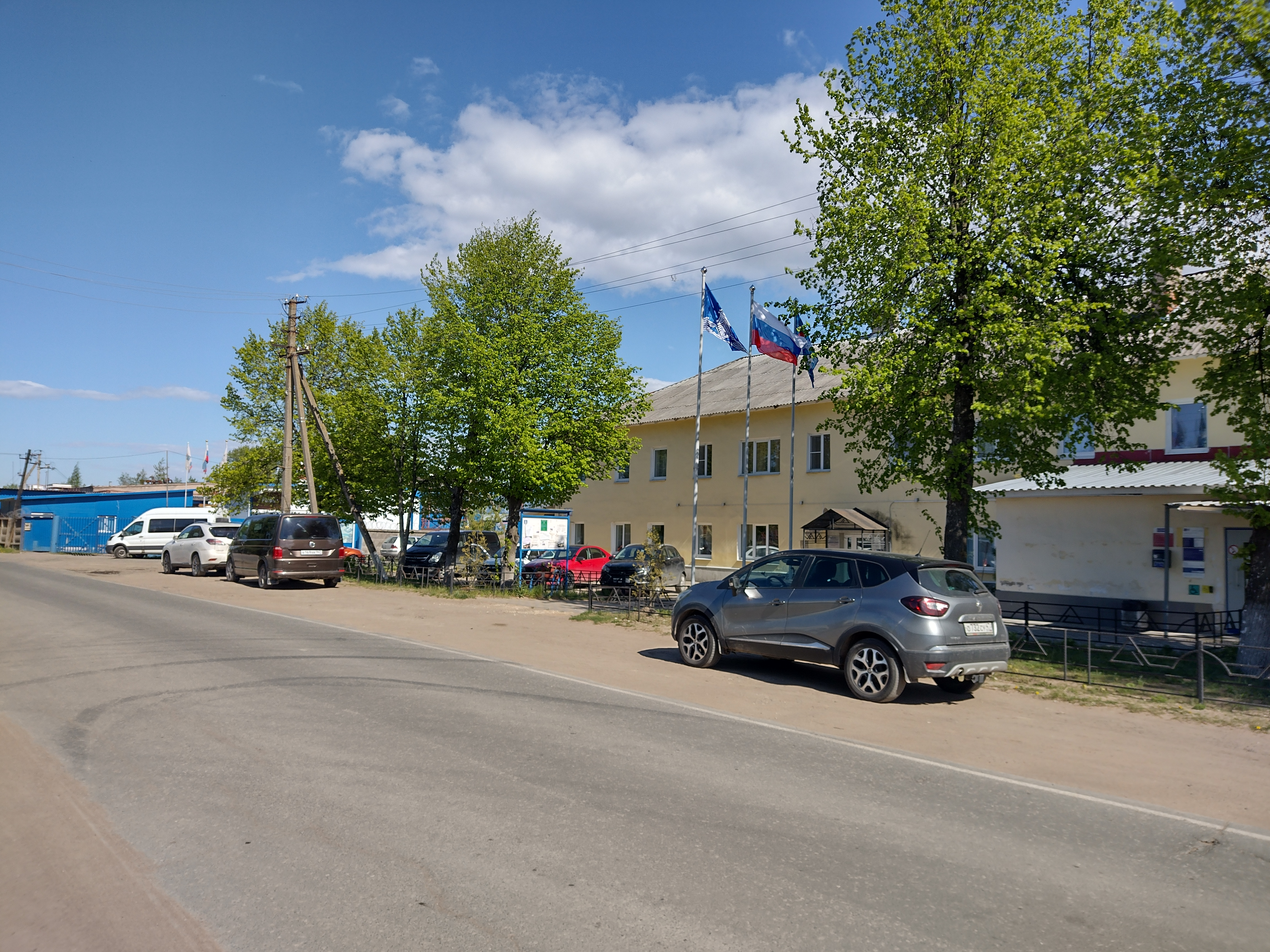
Улица в Усть-Луге

## Известные уроженцы
- Лугов, Сергей Филиппович (1912—2002) — доктор геолого-минералогических наук, профессор, создатель металлогенической школы[44]

## Улицы
Берёзовая, Железнодорожный квартал, территория Зона Таможенного контроля, территория Квартал Ленрыба, территория Квартал Остров, квартал Краколье, квартал Ленрыба, Школьная, квартал Лесной, территория Лесной Терминал Фактор, территория Лесной терминал Фактор, территория Морской торговый порт, Нарвская, квартал Остров, территория Остров, Прибрежная, Речная, Сосновая, квартал Судоверфь, территория Урочище Верхние Лужицы, Усть-Лужский контейнерный терминал.